# Busta Milana Mixy
Busta Milana Mixy či busta MUDr. Milana Mixy je historický pomník věnovaný karlovarskému lékaři Milanu Mixovi. Usazena je na domě v Lázeňské ulici 11, čp. 24, v centru Karlových Varů. Pochází z roku 1959, autor díla je sochař Josef Bezděk.

## Doktor Milan Mixa
Milan Mixa (1875–1959) byl významný karlovarský lázeňský lékař a vědec. V Karlových Varech působil od roku 1905 až do své smrti 21. března 1959.

## Historie pomníku
Po druhé světové válce bydlel doktor Mixa v Mlýnské ulici 11 (nyní Lázeňská). Dne 24. června 1959 rozhodla městská rada, v upomínku na erudovaného lázeňského lékaře a vědce, umístit na domě jeho bustu. Vytvořil ji karlovarský sochař Josef Bezděk. Ještě téhož roku 19. září 1959 u příležitosti XIX. Mezinárodních pokračovacích kurzů lékařských byla slavnostně odhalena. Předseda tohoto vědeckého kongresu prof. MUDr. František Lenoch pronesl slova:
„Při každé cestě přes Tržiště pozvedněte oči nahoru nad portál domu č. 11 a vzpomeňte na člověka, lékaře a vědce, který toto město miloval a zasvětil mu celý život!“

Po sametové revoluci změnil objekt majitele a při následných úpravách domu busta zmizela. Městský úřad marně vyzýval několikrát majitele domu, aby bustu vrátil na původní místo.

## Popis pomníku

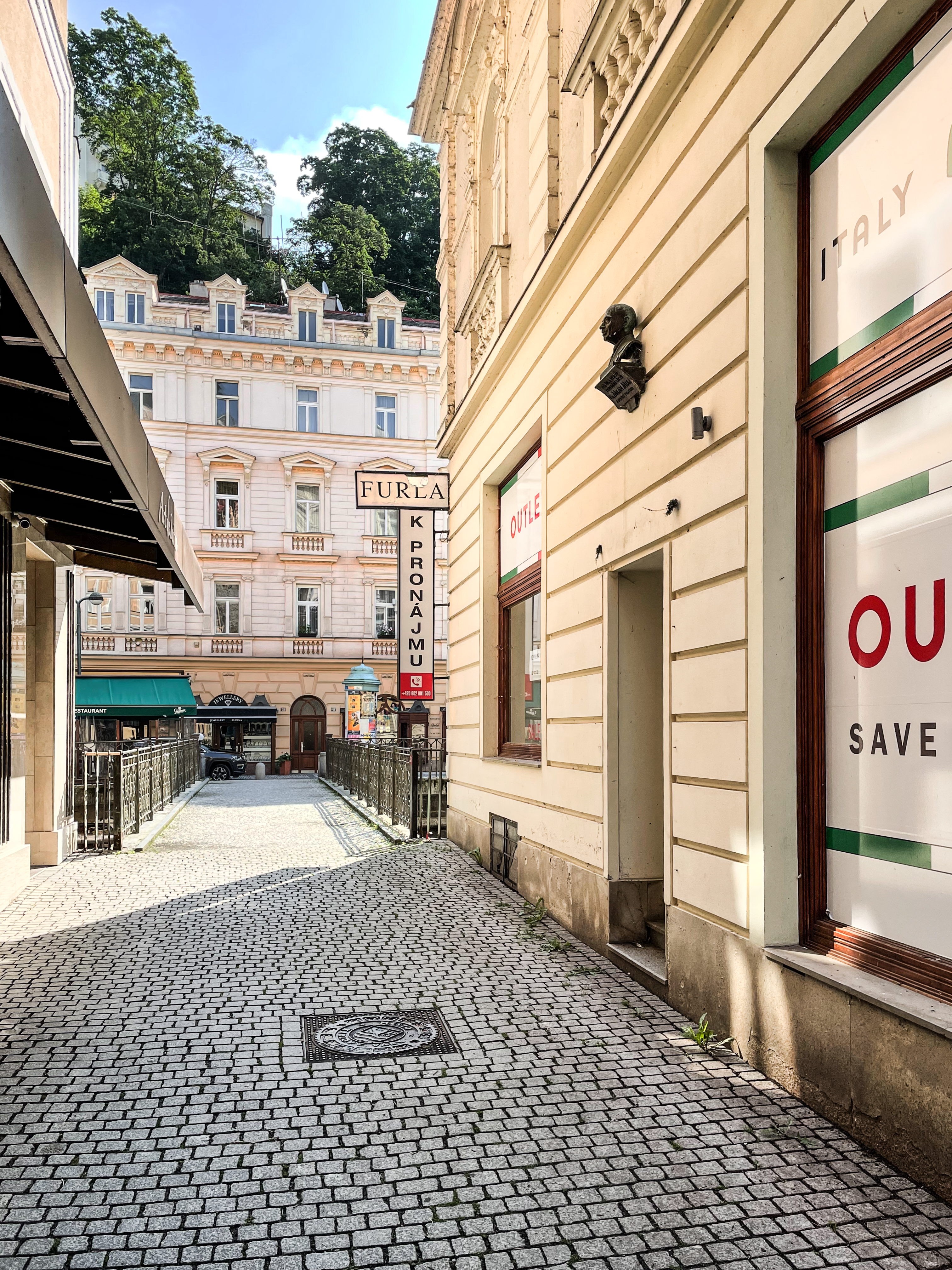
Busta Milana Mixy vpravo na fasádě domu

Busta již není umístěna nad portálem domu Lázeňská 11. Je usazen na boční straně objektu v uličce, kterou se podél sousedního domu Galex prochází ke Špitálské lávce. 